# Willem de Vlamingh

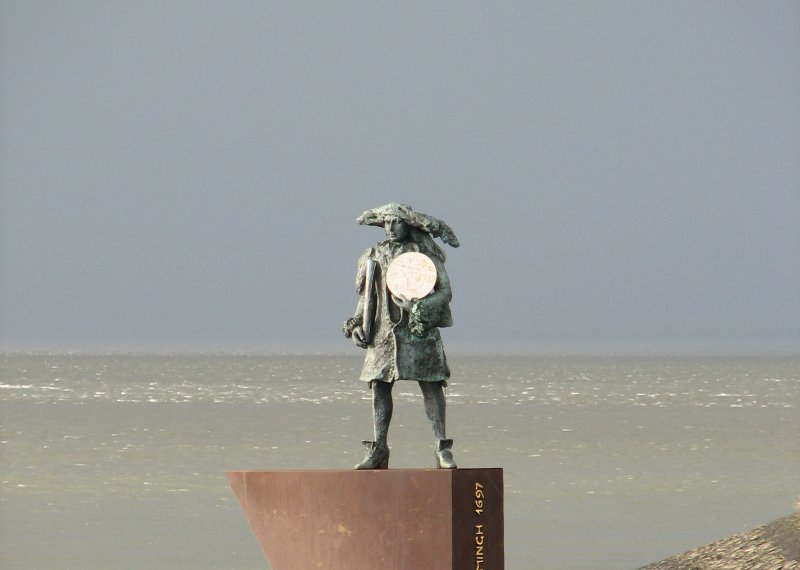
Pomník Willema de Vlamingha na ostrově Vlieland, vytvořený Christine Chiffrunem v roce 2000.

Willem Hesselsz de Vlamingh (28. listopadu 1640 Oost-Vlieland, Nizozemsko - 1698? nebo později) byl nizozemský mořeplavec, který na konci 17. století zmapoval západní pobřeží Nového Holandska.

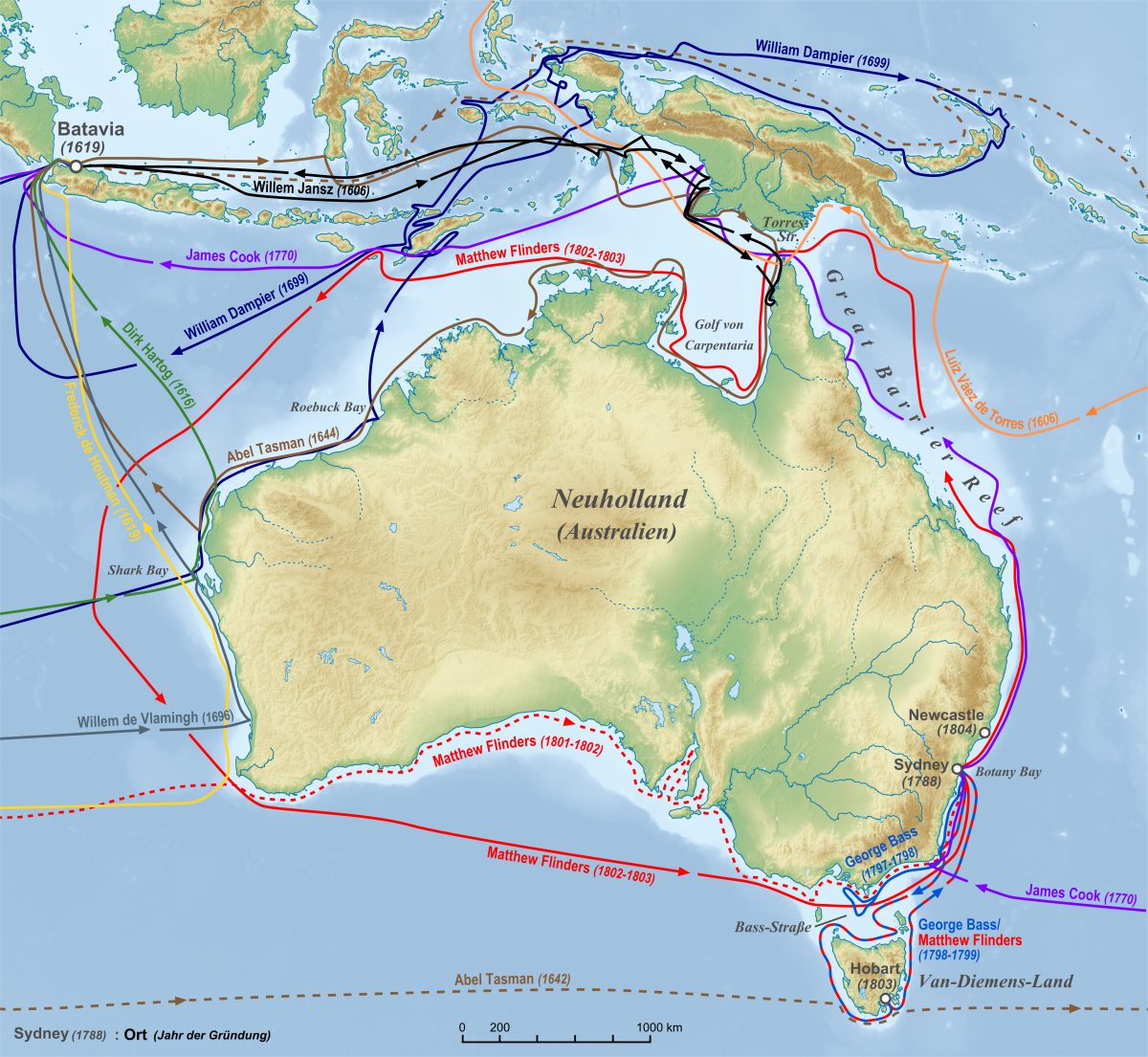
Mapa Austrálie s vyznačenými cestami mořeplavců. Cesta Willema de Vlamingha je vyznačena šedou barvou.

## Cesta do Nového Holandska
V roce 1688 se připojil k Východoindické společnosti a plul do Batavie. Po druhé v roce 1694 byl požádán, aby sestavil expedici a plul hledat loď východoindické společnosti Ridderschap van Holland, která se ztratila s 325 osobami na cestě do Batavie v roce 1694. Úředníci východoindické společnosti věřili, že ztroskotala na mělčinách Nového Holandska. V roce 1696 se ujal záchranné mise k západnímu pobřeží Austrálie. Expedice opustila Amsterdam dne 2. května 1696 a plula k ostrovu Tristan da Cunha a poté k afrického mysu Dobré naděje a do Nizozemské východní Indie. Celkem tři lodě: fregata Geelvink, které velel sám Vlamingh, lodi Nijptang velel Gerrit Collaert a lodi Weseltje jejíž velením byl pověřen kapitán Joshua de Vlamingh, syn Willema de Vlamingha. Plul k západnímu pobřeží Austrálie, objevil ostrov Rottnest a proplul asi 20 mil proti proudu řeky, kterou nazval Swan River. Pak sledoval pobřeží na sever. U ostrova, který nese název jeho krajana Dircka Hartoga, prvního mořeplavce, který toto území navštívil, nalezl desku, kterou zde Hartog k příležitosti objevení zanechal. Vlamingh desku vzal s sebou do Nizozemska a nahradil ji vlastní deskou. Dále prozkoumal Žraločí záliv a Exmouth a v roce 1697 se vrátil do Batavie. Ztracenou loď Ridderschap van Hollan nenalezl. Vnitrozemí západní Austrálie na něj učinilo dojem úplné pustiny a jeho zpráva spolu se zprávou Williama Dampiera způsobila, že na dlouhá desetiletí bylo toto území opomíjeno a o jeho výzkum nikdo nejevil zájem.

## Dílo
- "De ontdekkingsreis van Willem de Vlamingh in de aaren 1696 - 1697". vyd. G. Schilder, Haag 1976.